# Hannelore Dege
Hannelore Dege (* 1937; geborene Schädlich) ist eine deutsche Medizinerin.

## Werdegang
Dege ist das jüngste von vier Kindern eines Kaufmanns aus Reichenbach im Vogtland. Sie ist die Schwester des Historikers Karlheinz Schädlich (1931–2007) und des Schriftstellers Hans Joachim Schädlich (* 1935). Ihr Vater führte einen Wollhandel und starb früh. Ihre Schulausbildung schloss sie 1955 an der Landesschule Templin ab. Sie studierte Medizin und legte 1964 an der Humboldt-Universität ihre Promotionsschrift vor. Anschließend arbeitete sie in Berlin als Anästhesistin.
Gemeinsam mit Rosemarie Pumb arbeitete sie in mehrjähriger Forschungsarbeit die Geschichte der Heilanstalten in Berlin-Buch während der Zeit des Nationalsozialismus auf. Mit der Auswertung mehrerer tausend Krankenakten ermittelte sie, dass in den Kliniken in Buch „Euthanasie“ in einem bisher nicht bekannten Maße betrieben wurde. Nach neuesten Erkenntnissen wird die Zahl der Opfer auf rund 10.000 geschätzt.

## Ehrungen
- 2013: Verdienstkreuz am Bande der Bundesrepublik Deutschland

## Schriften
- Albatros e. V. (Hrsg.): In den Tod geschickt. Was in den Jahren 1939/40 in der 3. Heil- und Pflegeanstalt Berlin-Buch geschah. Berlin 2004.